# 高大光
高大光，男，中国共产党党员，中国人民解放军海军中将军衔。
早年在中国人民解放军沈阳军区服役，曾任陆军第39集团军某红军师政委，2013年因“师改旅”编制体制改革改任旅政委。2016年9月，任陆军第41集团军副政委。2017年10月，因深化国防和军队改革，任新组建的陆军第77集团军副政委。后担任中央军委政治工作部老干部局局长。不晚于2021年7月，任中央军事委员会机关事务管理总局政委。不晚于2024年9月，任中国人民解放军联勤保障部队政委。
2017年7月31日，晋升中国人民解放军少将军衔。
是中国共产党第二十次全国代表大会代表（解放军和武警部队选举）、第十四届全国人民代表大会代表（解放军和武警部队代表团）。